# 専門職大学院設置基準
専門職大学院設置基準（せんもんしょくだいがくいんせっちきじゅん）は、専門職大学院を設置するのに必要な最低の基準を定めた文部科学省の省令である（平成15年3月31日文部科学省令16号）。

## 意義
2002年8月5日、中央教育審議会は「大学院における高度専門職業人養成について」を答申し、専門職大学院の構想を提示した。この中で専門職大学院の設置の対象は、特定の専攻分野や職業資格関連分野に限定しないこととされているが、法科大学院の大枠も同時に取り上げられた。専門職大学院設置基準は、この答申を受け、第六章で別格的に法科大学院の課程について規定している点が大きな特徴となっている。
この省令制定後、日本国内では、会計専門職大学院（アカウンティングスクール）、技術経営大学院（MOT）、公共政策大学院などが次々に設置されることとなった。その意味でこの省令は、欧米に比して弱いと言われていた日本の大学院レベルの高度専門職業人の養成課程の高度化に、大きなインパクトを与えているといえる。

## 構成
- 第一章　総則
- 第二章　教員組織
- 第三章　教育方法等
- 第四章　課程の修了要件
- 第五章　施設及び設備等
- 第六章　法科大学院
- 第七章　雑則